# 腸肝循環
腸肝循環（ちょうかんじゅんかん、英: Enterohepatic circulation :EC）は、体内の生体物質や薬物などが、胆汁とともに胆管を経て十二指腸管内に一旦分泌されたのち、腸管から再度吸収され、門脈を経て肝臓に戻る循環のこと。
極性が高い抱合体は一般に小腸から吸収されにくいが、腸内細菌が腸肝循環では大きな役割を果たしている。肝臓で抱合代謝を受けた代謝物は、嫌気的細菌群の酵素類（β-グルクロニダーゼ、β-グルコシダーゼ、アゾ還元酵素）により、主に還元と加水分解を受け、脱抱合されて再び腸管から吸収されるという過程をたどる。腸肝循環は、小腸から肝臓へ栄養豊富な血液が送られる肝門脈系と混同されてはならない。また、ビタミンD3、ビタミンB12、ビタミンB6、葉酸、エストロゲン、胆汁酸などが効率よく利用される。

## コレステロールと胆汁酸
肝細胞は、コレステロールを代謝し、コール酸とケノデオキシコール酸の胆汁酸を産生する。この脂溶性の胆汁酸は、グリシンやタウリンと結びついて時々抱合胆汁酸と呼ばれる水溶性の一次胆汁酸となる。これらの胆汁酸は、消化活動をしない場合に蓄えられる胆嚢まで運ばれ、消化活動時に総胆管を経て大十二指腸乳頭を通じて十二指腸下行部へ分泌される。十二指腸に分泌された胆汁酸の95%は、腸肝循環によりリサイクルされる。小腸のpHにもよるが、ほとんどの胆汁酸はイオン化されており、ほとんどの場合には「一次抱合脂肪酸」と呼ばれるナトリウム塩になっている。小腸下部及び大腸においては腸内細菌が一部分の一次胆汁酸を脱ヒドロキシ化し（依然として水溶性である）、二次胆汁酸を生成する。回腸に至るまで、これらの一次抱合胆汁酸は腸肝循環によって活発に再吸収される。腸内細菌は、一次抱合胆汁酸と二次抱合胆汁酸を分解し、腸肝循環に逆らわずに吸収される脂溶性の胆汁酸に変化させる。最終的には、イオン化されていない抱合胆汁酸は逆らわずに吸収される。回腸からの静脈血は、門脈を経て真っ直ぐに肝臓へと向かう。肝細胞は胆汁酸を極めて効率良く回収し、肝臓は胆汁酸をこの大循環から少しも逃がさない。もし胆汁が逃げ出したら黄疸が認められることだろう。腸肝循環の実質効率は、抱合胆汁酸が20回再利用されていることになり、一回の消化活動でも多分に何回も再利用されている。

## 薬剤
主に肝臓によって抱合されたグルクロニドが、腸管循環を受けやすい。
腸肝循環は、肝臓での濃度を高めるためそれほど有害性の高くない薬剤を異常に有害性の高いものに作用させてしまう可能性がある。薬剤が腸肝循環により長期間にわたってこの循環サイクルに残る可能性がある。また、なんらかの理由（抗生物質投与等）で、腸内細菌にダメージがあると、腸肝循環に乱れがおこり、薬物効果の持続性に影響がでてくることが知られている。腸管循環を起こすことでよく知られている薬物として、クロルプロマジン、インドメタシン、モルヒネ等が挙げられる。
PFASの毒性及び体内半減期の長さは、胆汁に溶けたPFASが腸肝循環するためとされている。